# Vetenskapsåret 1874

## Händelser
- 27 april – Hildegard Björck blir den första kvinnan i Sverige att avlägga en akademisk examen (mediko-filosofisk examen).
- 9 december - Venuspassagen observeras i Muddapur, Indien. Den astronomiska expeditionen leds av Pietro Tacchini.
- Per Teodor Cleve upptäcker att didymium består av två grundämnen, neodym och praseodym.
- Vladimir Betz beskriver de stora pyramidceller som senare får beteckningen Betz celler.
- Taggtråden uppfinns av Joseph Glidden.

### Matematik
- Okänt datum - Georg Cantor publicerar "Über eine Eigenschaft des Inbegriffes aller reellen algebraischen Zahlen" i Crelles Journal, vilket räknas som ursprunget till mängdteorin.[1]

## Pristagare
- Copleymedaljen: Louis Pasteur, fransk kemist och mikrobiolog.
- Rumfordmedaljen: Joseph Norman Lockyer, brittisk astronom.
- Wollastonmedaljen: Oswald Heer, schweizisk geolog och naturforskare. [2]

## Födda
- 21 januari - René-Louis Baire (död 1932), fransk matematiker.
- 2 februari - Ernest Shackleton (död 1922), brittisk polarforskare.
- 25 april - Guglielmo Marconi (död 1937), italiensk fysiker och uppfinnare.
- 27 november - Chaim Weizmann (död 1952), rysk-israelisk kemist, Israels förste president.

## Avlidna
- 24 januari – Johann Philipp Reis (född 1834), tysk fysiker och uppfinnare.
- 17 februari - Adolphe Quételet (född 1796), belgisk matematiker, statistiker och astronom.
- 28 mars - Peter Andreas Hansen (född 1795), dansk astronom.

### Fotnoter
1. ↑  Johnson, Phillip E. (7 maj 1972). ”The Genesis and Development of Set Theory”. The Two-Year College Mathematics Journal "3" (1):  ss. 55–62.
2. ↑  ”Geological Society”. Arkiverad från originalet den 5 juni 2011. https://web.archive.org/web/20110605102217/http://www.geolsoc.org.uk/gsl/society/history/page750.html. Läst 13 april 2011.